# Xenondifluoride
Xenondifluoride is een anorganische verbinding van xenon, met als brutoformule XeF2. Het is een van de stabielste xenonverbindingen. Het ontleedt onder invloed van licht of waterdamp. Xenondifluoride komt voor als een witte kristallijne vaste stof.

## Synthese
De synthese van xenondifluoride wordt uitgevoerd door een eenvoudige chemische reactie tussen de twee samenstellende elementen:
{\displaystyle \mathrm {Xe+F_{2}\ \longrightarrow \ XeF_{2}} }
Het reactieproduct is een gas, dat eenvoudig kan worden gecondenseerd op een temperatuur van −30 °C. Het kan worden gezuiverd door middel van destillatie.

## Structuur en eigenschappen
Xenondifluoride is een lineair molecuul, met een Xe–F-bindingslengte van 197 pm in de gasfase en 200 pm in de vaste fase.
Het is oplosbaar in verbindingen als broomtrifluoride, broompentafluoride en joodpentafluoride.